# Lasioglossum allodalum
Lasioglossum allodalum är en biart som beskrevs av Ebmer och Sakagami 1985. Lasioglossum allodalum ingår i släktet smalbin, och familjen vägbin. Inga underarter finns listade i Catalogue of Life.